# Torneo de Nottingham 2017
El Aegon Open Nottingham 2017 fue un torneo profesional de tenis jugado en canchas de césped al aire libre. Fue la décima edición del evento para las mujeres. Se llevó a cabo en Nottingham (Reino Unido), entre el 12 y el 18 de junio de 2017. El torneo de hombres fue relegado a un torneo challenger el Challenger de Nottingham 2017 jugado la misma semana.

## Cabezas de serie

### Individuales femenino
| Tenista              | Ranking | Preclasificada |
| Johanna Konta        | 8       | 1              |
| Anastasija Sevastova | 19      | 2              |
| Lauren Davis         | 26      | 3              |
| Yulia Putintseva     | 29      | 4              |
| Alison Riske         | 37      | 5              |
| Lucie Šafářová       | 39      | 6              |
| Shelby Rogers        | 49      | 7              |
| Mona Barthel         | 50      | 8              |

- Ranking del 29 de mayo de 2017

### Dobles femenino
| Tenista                          | Ranking | Preclasificadas |
| Gabriela Dabrowski Olga Savchuk  | 66      | 1               |
| Darija Jurak Anastasia Rodionova | 70      | 2               |
| Chan Hao-ching Casey Dellacqua   | 87      | 3               |
| Christina McHale Heather Watson  | 114     | 4               |

## Campeonas

### Individual femenino
Donna Vekić venció a  Johanna Konta por 2-6, 7-6(3), 7-5

### Dobles femenino
Monique Adamczak /  Storm Sanders vencieron a  Jocelyn Rae /  Laura Robson por 6-4, 4-6, [10-4]